# Campeonato Mundial de Halterofilismo de 2018 - Até 89 kg masculino
A categoria até 89 kg masculino foi um evento do Campeonato Mundial de Halterofilismo de 2018, disputado na Arena de Halterofilismo de Asgabade, em Asgabade, no Turquemenistão, no dia 6 de novembro de 2018. 

## Calendário
Horário local (UTC+5)
| Dia           | Horário | Fase    |
| ------------- | ------- | ------- |
| 6 de novembro | 10:00   | Grupo C |
| 6 de novembro | 14:25   | Grupo B |
| 6 de novembro | 19:55   | Grupo A |

## Medalhistas
| Evento    | Ouro               | Ouro   | Prata                   | Prata  | Bronze                    | Bronze |
| --------- | ------------------ | ------ | ----------------------- | ------ | ------------------------- | ------ |
| Arranque  | Arley Méndez (CHI) | 169 kg | Pavel Khadasevich (BLR) | 169 kg | Jhor Moreno (COL)         | 168 kg |
| Arremesso | Artem Okulov (RUS) | 206 kg | Hakob Mkrtchyan (ARM)   | 205 kg | Keydomar Vallenilla (VEN) | 204 kg |
| Total     | Artem Okulov (RUS) | 372 kg | Pavel Khadasevich (BLR) | 371 kg | Revaz Davitadze (GEO)     | 371 kg |

## Recordes
Antes desta competição, o recorde mundial da prova era o seguinte:
| Recorde         | Tipo      | Atleta         | Peso   | Local | Data                  |
| Recorde Mundial | Arranque  | Padrão mundial | 179 kg |       | 1 de novembro de 2018 |
| Recorde Mundial | Arremesso | Padrão mundial | 216 kg |       | 1 de novembro de 2018 |
| Recorde Mundial | Total     | Padrão mundial | 387 kg |       | 1 de novembro de 2018 |

## Resultado
Os resultados foram os seguintes. 
| Pos.              | Atleta                           | Grupo | Arranque (kg) | Arranque (kg) | Arranque (kg) | Arranque (kg)     | Arremesso (kg) | Arremesso (kg) | Arremesso (kg) | Arremesso (kg)    | Total |
| Pos.              | Atleta                           | Grupo | 1             | 2             | 3             | Resultado         | 1              | 2              | 3              | Resultado         | Total |
| ----------------- | -------------------------------- | ----- | ------------- | ------------- | ------------- | ----------------- | -------------- | -------------- | -------------- | ----------------- | ----- |
| Medalha de ouro   | Artem Okulov (RUS)               | A     | 161           | 166           | 168           | 7                 | 202            | 206            | 210            | Medalha de ouro   | 372   |
| Medalha de prata  | Pavel Khadasevich (BLR)          | A     | 163           | 168           | 169           | Medalha de prata  | 194            | 198            | 202            | 6                 | 371   |
| Medalha de bronze | Revaz Davitadze (GEO)            | A     | 163           | 167           | 168           | 4                 | 194            | 194            | 203            | 5                 | 371   |
| 4                 | Brayan Rodallegas (COL)          | B     | 160           | 160           | 167           | 5                 | 193            | 196            | 203            | 4                 | 370   |
| 5                 | Arley Méndez (CHI)               | A     | 160           | 168           | 169           | Medalha de ouro   | 190            | 200            | 210            | 7                 | 369   |
| 6                 | Keydomar Vallenilla (VEN)        | A     | 160           | 165           | 167           | 9                 | 195            | 201            | 204            | Medalha de bronze | 369   |
| 7                 | Hakob Mkrtchyan (ARM)            | A     | 160           | 160           | 168           | 13                | 205            | 213            | 213            | Medalha de prata  | 365   |
| 8                 | Jhor Moreno (COL)                | A     | 160           | 165           | 168           | Medalha de bronze | 195            | 195            | 200            | 13                | 363   |
| 9                 | Toshiki Yamamoto (JPN)           | B     | 155           | 160           | 163           | 10                | 190            | 199            | 208            | 8                 | 362   |
| 10                | Jang Yeon-hak (KOR)              | B     | 161           | 164           | 166           | 6                 | 190            | 190            | 195            | 12                | 361   |
| 11                | Raad Ameen (IRQ)                 | A     | 153           | 160           | 163           | 12                | 193            | 198            | 198            | 9                 | 358   |
| 12                | Aref Khaki (IRI)                 | B     | 150           | 155           | 158           | 14                | 188            | 190            | 195            | 11                | 353   |
| 13                | Krenar Shoraj (ALB)              | B     | 153           | 156           | 161           | 17                | 192            | 197            | 200            | 10                | 353   |
| 14                | Denis Ulanov (KAZ)               | B     | 155           | 160           | —             | 11                | 192            | 192            | 200            | 15                | 352   |
| 15                | Sunnatilla Usarov (UZB)          | B     | 155           | 160           | 165           | 8                 | 185            | 185            | 190            | 20                | 350   |
| 16                | Jordan Cantrell (USA)            | B     | 155           | 155           | 160           | 19                | 185            | 190            | 194            | 17                | 345   |
| 17                | Zacarías Bonnat (DOM)            | B     | 153           | 158           | 161           | 21                | 192            | 192            | 198            | 14                | 345   |
| 18                | Georgy Sidakov (RUS)             | C     | 149           | 154           | 157           | 15                | 177            | 185            | 191            | 18                | 342   |
| 19                | Paweł Kulik (POL)                | B     | 146           | 150           | 153           | 23                | 185            | 190            | 193            | 16                | 340   |
| 20                | Zaynobiddin Makhamadaminov (UZB) | C     | 150           | 155           | 156           | 16                | 170            | 175            | 180            | 25                | 331   |
| 21                | Banyat Tawnok (THA)              | C     | 147           | 152           | 155           | 18                | 170            | 175            | 180            | 24                | 330   |
| 22                | Don Opeloge (SAM)                | C     | 142           | 147           | 147           | 24                | 180            | 185            | 190            | 19                | 327   |
| 23                | David Samayoa (CAN)              | C     | 146           | 150           | 153           | 22                | 176            | 180            | 180            | 23                | 326   |
| 24                | Alexander Hernández (PUR)        | C     | 140           | 140           | 145           | 26                | 175            | 180            | 181            | 21                | 321   |
| 25                | Tudor Ciobanu (MDA)              | C     | 140           | 146           | 146           | 25                | 180            | 185            | 185            | 22                | 320   |
| 26                | Adolfo Fernández (MEX)           | C     | 135           | 139           | 142           | 27                | 155            | 160            | 165            | 26                | 304   |
| 27                | Tarmenkhan Babayev (AZE)         | C     | 130           | 135           | —             | 28                | 160            | 165            | —              | 27                | 295   |
| —                 | Ahmed Sayed Ali (EGY)            | A     | 155           | 160           | 161           | 20                | —              | —              | —              | —                 | —     |
| DSQ               | Irmantas Kačinskas (LTU)         | C     | 143           | 148           | 152           | —                 | 170            | 174            | 179            | —                 | —     |
| DSQ               | Maksim Mudreuski (BLR)           | A     | 161           | 167           | 169           | —                 | 193            | 193            | —              | —                 | —     |